# Mundolsheim
 Mundolsheim (en alsacià Mundelse) és un municipi francès, situat a la regió del Gran Est, al departament del Baix Rin. L'any 1999 tenia 5.317 habitants.
Forma part del cantó de Hœnheim, del districte d'Estrasburg i de la Strasbourg Eurométropole.

## Demografia
| 1962  | 1968  | 1975  | 1982  | 1990  | 1999  |
| ----- | ----- | ----- | ----- | ----- | ----- |
| 2.015 | 3.545 | 3.343 | 4.698 | 5.270 | 5.317 |

## Administració
| Període | Identitat         | Partit |
| ------- | ----------------- | ------ |
| 1989-   | Norbert Reinhardt | PS     |